# Pueblocultuur
De Pueblocultuur, ook Anasazi (Navajo voor "voorouders van vijanden"), was een prehistorische inheems Amerikaanse cultuur in de regio van de huidige staten Colorado, Utah, New Mexico en Arizona, bekend door hun opmerkelijk aardewerk en markante woningbouw. De bloeitijd van deze cultuur viel in de periode 100 tot 1600. Tegenwoordig wordt door hun afstammelingen de Engelse term Ancient Pueblo peoples ("Oude Pueblovolken") gebruikt omdat de term Anasazi voor hen een geringschattende betekenis heeft.

## Geschiedenis
De archeologen gaan er meest van uit dat de moderne Pueblovolken hun oorsprong vinden in de Vroege Basketmakercultuur ("mandenmakers") II-periode, omstreeks 1200 v.Chr.
De voorgeschiedenis van de Anasazi wordt gewoonlijk verdeeld in zes ontwikkelingsperioden die bij benadering als volgt gedateerd worden: Late Basketmaker II (100–500 AD), Basketmaker III (500–750), Pueblo I (750–950), Pueblo II (950–1150), Pueblo III (1150–1300), en Pueblo IV (1300–1600). 
De voorafgaande Basketmakerperiode kan niet toegeschreven worden aan een specifieke bevolking, maar was een periode waarin verschillende volkeren de overgang maakten van een jagersmaatschappij naar een agrarische cultuur. Tijdens de Basketmakers II en III -periode werd jacht, voedselverzamelen en cultivatie van maïs gecombineerd. De mensen leefden in grotten of in open lucht gebouwde beschuttingen. Ze bewaarden hun voedsel in kuilen.
Vanaf de Basketmaker-III periode vergrootte het belang van de landbouw, werden er bonen geoogst en kalkoenen gedomesticeerd.
In de eerste eeuwen van onze tijdrekening leefden de Anasazi in grotten en rotswoningen, hoewel sommige groepen al rond het jaar 200 in kuilwoningen leefden. De huizen waren erg primitief - gebouwd met verticale palen en aarde over kuilen in de grond.
Tussen 500-700 gingen de Anasazi gebruikmaken van een techniek waardoor ze grotere nederzettingen konden bouwen.
Vanaf 700 ontstond de Pueblo-architectuur. De bouwsels kregen muren van steen en hadden soms meerdere verdiepingen. In Chaco Canyon ontstond de Chacocultuur.
In Nationaal Park Mesa Verde zijn rotswoningen bewaard gebleven uit de 11e eeuw, enkel te bereiken met touwladders, waardoor men vijanden op afstand kon houden.

## Leefwijze
De Anasazi hielden honden en kalkoenen als huisdier. De mannen jaagden, verbouwden maïs en weefden katoenen doeken. Vrouwen en kinderen maalden met platte, zandstenen handmaalstenen maïs in troggen.

## Geloof
De Anasazi hadden een animistisch geloof waarin dieren en natuurlijke objecten een ziel hebben, net als de mens.

## Einde van de cultuur
De cultuur verdween rond de 14e en 15e eeuw, al zijn sporen ervan terug te vinden in hedendaagse stammen uit de regio, waar de Anasazi in opgegaan zijn. Verspreid door het land zijn er onder enkele volkeren nog afstammelingen van de Anasazi te vinden. De oorzaak voor het verdwijnen van de beschaving is niet duidelijk. Jared Diamond suggereerde dat dit veroorzaakt werd door een combinatie van slecht bodembeheer, ontbossing, klimaatverslechtering en bevolkingsdruk. Aanvankelijk hadden de nederzettingen zich ondanks de uitputting van hun omgeving en droogteperiodes kunnen handhaven. Toen de bevolking echter groeide, begon men in 'goede' jaren waarin veel neerslag viel, het landbouwareaal uit te breiden naar gebieden die vroeger niet voor landbouw geschikt waren, om de groeiende bevolking te voeden. Toen het klimaat opnieuw verslechterde met lange droogteperiodes, kon het gekrompen landbouwareaal de gegroeide bevolking niet langer voeden. Dit leidde tot hongersnood, onderlinge strijd, en uiteindelijk het wegtrekken van de overlevenden. Archeologisch onderzoek wees echter ook op etnisch geweld tussen de Anasazivolkeren onderling.